# 1695 en droit
Chronologie en droit

Cet article présente les faits marquants de l'année 1695 en droit.

## Événements
- 26 juin : le Parlement écossais octroie le monopole du commerce vers l'Afrique et les Indes à la Compagnie écossaise de Darién[1]. La tentative d’installer une colonie écossaise en Amérique centrale échoueras. Guillaume III d'Orange est soucieux de ne pas s’aliéner l’Espagne dans sa lutte contre Louis XIV.

- 15 novembre, Portugal : décret prévoyant la peine de mort à quiconque divulguerait les procédés de production du sel[2] (Setúbal et Aveiro).

- 13 décembre : impôt sur les portes et fenêtres en Angleterre[3].